# Toyota Verso
Toyota Verso – samochód osobowy typu minivan produkowany był przez japoński koncern Toyota w latach 2009–2018. W 2013 roku model przeszedł modernizację, a w 2018 roku zniknął z oferty. Za następcę uznać można przedstawionego w kwietniu 2019 roku kompaktowego kombivana ProAce City powstałego we współpracy z koncernem PSA.

## Historia modelu

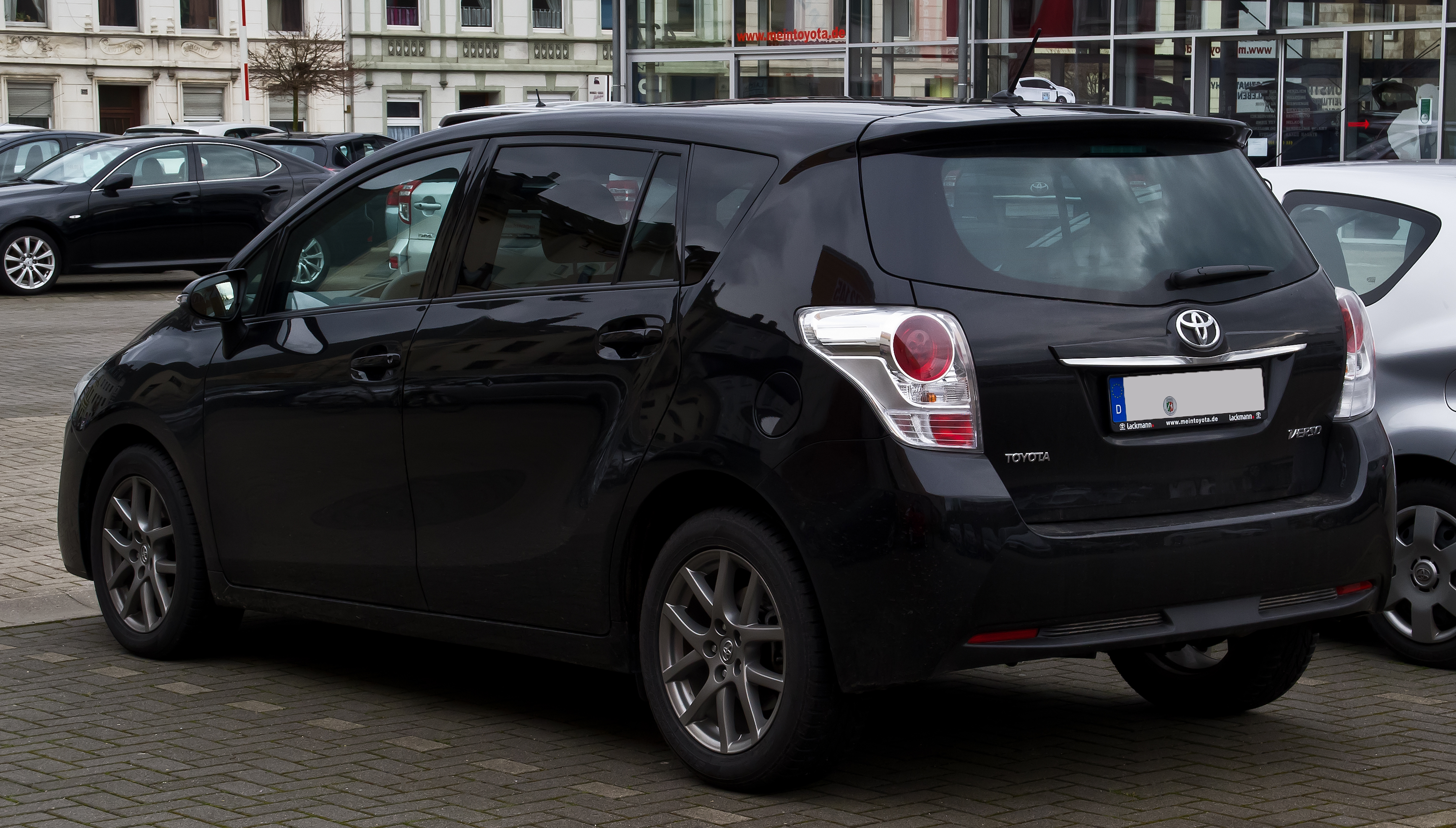
Toyota Verso – tył

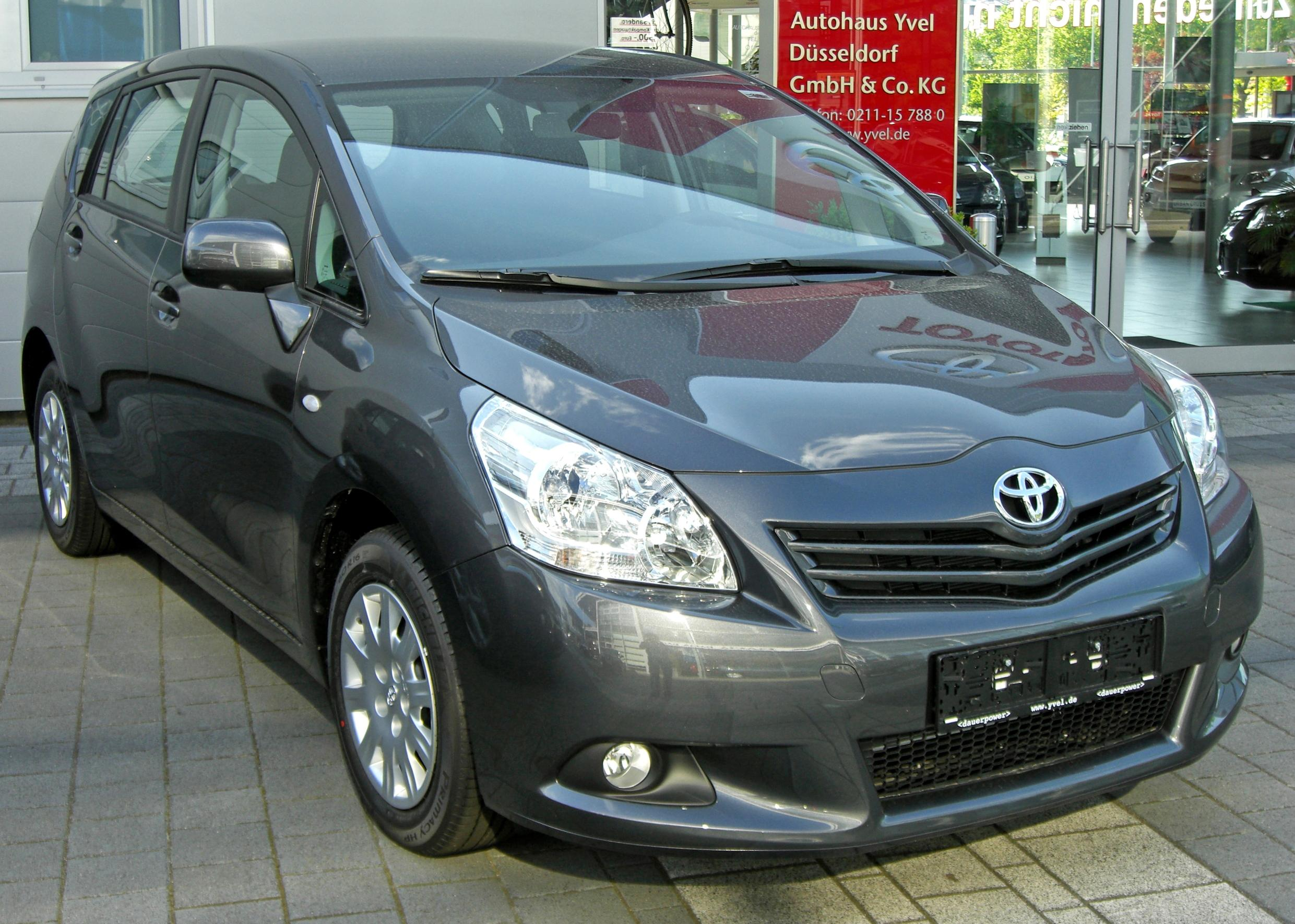
Toyota Verso przed liftingiem

Stylizacyjnie Verso nawiązuje do Toyoty Avensis III, ale jest także podobny do jednego z poprzedników – Toyoty Corolli Verso, od którego jest trochę większy. Model zastąpił także model Avensis Verso. Pojazd został oparty na płycie podłogowej najnowszej Toyoty Avensis. Verso produkowane jest w tureckich zakładach Toyoty w Bursie. Do sprzedaży w Polsce model trafił w połowie maja.
W 2013 roku samochód przeszedł gruntowny face lifting. Całkowicie zmieniono przód (światła, grill, zderzaki) oraz tylne światła, zderzak i wnętrze. Auto otrzymało nową kierownicę, zegary i deskę rozdzielczą. Zmieniła się również lista wyposażenia.

### Wersje wyposażeniowe
- Active
- Premium
- Prestige